# Сан Томазо (Верона)
Сан Томазо је насеље у Италији у округу Верона, региону Венето.
Према процени из 2011. у насељу је живело 37 становника. Насеље се налази на надморској висини од 12 м.